# Hypsicera fulviceps
Hypsicera fulviceps är en stekelart som beskrevs av Henry Keith Townes, Jr. 1959. Hypsicera fulviceps ingår i släktet Hypsicera och familjen brokparasitsteklar. Inga underarter finns listade i Catalogue of Life.